# قزاقلي
قزاقلي (بالفارسية: قزاقلی) هي قرية تقع في غلستان في إيران. يقدر عدد سكانها بـ 1323 نسمة بحسب إحصاء 2016.